# Mätaregatan
Mätaregatan är en gata inom stadsdelen Nordstaden i Göteborg. Den är cirka 60 meter lång, och sträcker sig från Kvarnbergsgatan till Sankt Eriksgatan.
Gatan fick sitt namn 1883 efter benämningen "parmmätare", där parm- är ett gammalt volymmått. Namnet härrör från parmmätare, som hade till uppgift att mäta hö, ved och liknande som bönder medförde för försäljning. Troligen bodde en parmmätare vid gatan.